# HIFK Fotboll
IFK Helsingfors, förkortas HIFK eller HIFK Fotboll (för att inte förväxlas med exempelvis ishockeysektionen). HIFK är den finländska idrottsföreningen Helsingfors IFK:s fotbollssektion. 
Den fjärde oktober 2014 avancerade HIFK till Tipsligan, Finlands högsta fotbollsserie. Återkomsten innebär att IFK Helsingfors 2015 gör sin 30:e säsong i högsta serien men den första sedan 1972. 
2017 åkte HIFK ut ur högsta ligan men efter en stark säsong i Ettan så återvänder de till Tipsligan. Den sejouren slutade år 2022 när HIFK åkte ned till Ettan igen

## Historia
HIFK blev tidigt, tillsammans med Kronohagen, de svenskspråkiga lagen i Helsingfors, medan de finsktalande drog sig till HJK. Idag är klubben tvåspråkig och har stöd från såväl finsk- som svenskspråkiga.
Föreningen vann sitt första FM-silver redan i den andra upplagan av finländska mästerskapet 1909. Det första FM-guldet dröjde dock till 1930 då HIFK vann den första upplagan av Mästerskapsserien, på samma poäng som TPS. Laget försvarade titeln året efter genom att vinna samtliga matcher! Efter en tredjeplats 1932 svarade HIFK ånyo för en obesegrad säsong 1933 och det tredje guldet var ett faktum. Sedan följde två silver och en tredjeplats innan HIFK vann sitt fjärde mästerskap 1937.
Klubben fortsatte att tillhöra eliten i flera decennier men mästerskapstitlarna kom alltmer sällan. Det senaste guldet härrör från så långt tillbaka som 1961. Laget föll ur högstaserien 1966 men återkom till högstaserien 1970 med en imponerande tredjeplats som nykomling, följd av en andraplats 1971, för att sedan åka ur serien 1972. Det skulle sedan dröja ända till 2015 innan klubben var tillbaka. I den första hemmamatchen sedan återkomsten noterade HIFK ett nytt tjusigt publikrekord då 10 071 åskådare såg HIFK spela 1-1 med HJK Helsingfors på Tölö fotbollsstadion.
Säsongen 2017 åkte HIFK ur Tipsligan efter att förlorat kvalmatchen mot FC Honka med 1-1. (bortamålsfördel till Honka) men det tog bara en säsong för kamraterna att återvända till Tipsligan efter att de vunnit Herr Ettan. 
Säsongen 2019 var HIFK tillbaka på högsta serienivå. Under vinterns lopp hade man anlitat de norska Tor Thodesen som chefstränare, då Kankkunen saknade behörighet (dvs. UEFA Pro-licens) för att agera som chefstränare på högsta serienivå. Inför säsongen var det många inom media som tippade att HIFK skulle stå inför ens vår säsongen och att chanserna för att åka ut var stora. Under Thodesens ledning lyckades dock HIFK utveckla sitt spel och även om laget inte lyckades ta sig till den övre slutserien i det förnyade spelsystemet, slutade laget på en sjunde plats, vilket var lagets bästa placering sedan 2015. 

### Serietillhörighet
Seriespel infördes i Finland till säsongen 1930 (då HIFK vann Mästerskapsserien). Nedan följer redovisning över HIFK:s serietillhörighet.
| Serienivå          | Antal säs. | Säsonger                                                                                         |
| ------------------ | ---------- | ------------------------------------------------------------------------------------------------ |
| 1 (nuv. Tipsligan) | 35         | 1930–1939, 1940/1941, 1943/1944–1945, 1946/1947–1949, 1958–1966, 1970–1972, 2015–2017, 2019–2022 |
| 2 (nuv. Ettan)     | 22         | 1945/1946, 1950–1957, 1967–1969, 1973–1974, 1999–2002, 2011–2012, 2014, 2018, 2023-              |
| 3 (nuv. Tvåan)     | 19         | 1975–1978, 1988–1998, 2008–2010, 2013                                                            |
| 4 (nuv. Trean)     | 7          | 1979, 1984–1987, 2006–2007                                                                       |
| 5 (nuv. Fyran)     | 7          | 1980–1983, 2003–2005                                                                             |

### Kända spelare
- Pekka Hämäläinen 1960–1962, ordförande i Finlands Bollförbund 1997-2009.
- Frans Karjagin 1930–1943/1944, fyra FM-guld i fotboll, sex FM-guld i bandy, samt 57 respektive tolv landskamper.
- Ragnar Lindbäck 1927–1939, elva landskamper.
- Åke Lindman 1946/1947–1960, landslagsman, skådespelare och regissör, samt mottagare av Nordstjärneorden.
- Algoth Niska, ingick i det finländska laget i OS 1912.
- Matti Paatelainen 1969–1972, 47 landskamper 1970–1977.
- Holger Salin 1929–1943/1944, 22-faldig landslagsmann.
- Jukka Halme  Klubbikon.

## Meriter

### FM-medaljer
- Finländska mästare (7): 1930, 1931, 1933, 1937, 1947, 1959, 1961
- Andra plats (7): 1909, 1912, 1928, 1929, 1934, 1935, 1971
- Tredje plats (4): 1932, 1936, 1958, 1970

## Placering tidigare säsonger
| Säsong | Nivå | Liga          | Placering | Referens | Notering |
| ------ | ---- | ------------- | --------- | -------- | -------- |
| 2010   | 3    | Tvåan         | 1         | [ 6 ]    |          |
| 2011   | 2    | Ettan         | 9         | [ 7 ]    |          |
| 2012   | 2    | Ettan         | 10        | [ 8 ]    |          |
| 2013   | 3    | Tvåan         | 1         | [ 9 ]    |          |
| 2014   | 2    | Ettan         | 1         | [ 10 ]   |          |
| 2015   | 1    | Tipsligan     | 7         | [ 11 ]   |          |
| 2016   | 1    | Tipsligan     | 10        | [ 12 ]   |          |
| 2017   | 1    | Tipsligan     | 11        | [ 13 ]   |          |
| 2018   | 2    | Ettan         | 1         | [ 14 ]   |          |
| 2019   | 1    | Tipsligan     | 7         | [ 15 ]   |          |
| 2020   | 1    | Tipsligan     | 8         | [ 16 ]   |          |
| 2021   | 1    | Tipsligan     | 6         | [ 17 ]   |          |
| 2022   | 1    | Veikkausliiga | 12        | [ 18 ]   |          |
| 2023   | 2    | Ykkönen       | 6         | [ 19 ]   |          |

## Europacupspel
HIFK har spelat i Europacupen vid två tillfällen och Uefacupen en gång, dock med idel förluster som resultat.
| Säsong    | Turnering   | Omgång   | Motståndare     | Resultat         | Tot. |
| --------- | ----------- | -------- | --------------- | ---------------- | ---- |
| 1960/1961 | Europacupen | Kvalspel | IFK Malmö       | 1–3 (h), 1–2 (b) | 2–5  |
| 1962/1963 | Europacupen | Kvalspel | FK Austria Wien | 3–5 (b), 0–2 (h) | 3–7  |
| 1971/1972 | Uefacupen   | Omg. 1   | Rosenborg BK    | 0–3 (b), 0–1 (h) | 0–4  |

## Spelare

### Spelartruppen 2022

#### Spelare
| Målvakter              |
| 01 Felix Ferahyan      |
| 13 Beto                |
| 22 Ramilson Almeida    |
| 25 Martti Puolakainen  |
| Försvarare             |
| 03 Sakari Mattila      |
| 04 Daan Klinkenberg    |
| 05 Pipe Sáez           |
| 15 Jesse Nikki         |
| 16 Tino Palmasto       |
| 55 Wilfried Kanon      |
| 88 Macario Hing-Glover |

| Mittfältare            |
| 06 Obed Malolo         |
| 08 Jukka Halme         |
| 10 Sergei Eremenko     |
| 11 Aatu Kujanpää       |
| 17 Jani Bäckman        |
| 19 Maximus Tainio      |
| 21 Eetu Puro           |
| 24 Fortuna Namputu     |
| 29 Ifeanyi Ani         |
| 31 Keaton Isaksson     |
| 35 Sávio Roberto       |
| 36 Wilson Kamavuaka    |
| 70 Mosawer Ahadi       |
| Anfallare              |
| 07 Jusif Ali           |
| 09 Eero Markkanen      |
| 14 Didis Lutumba-Pitah |

#### Tränare
- Mixu Paatelainen
- Roberto Rivelino